# كفر الترعة القديم
قرية كفر الترعة القديم هي إحدى القرى التابعة لمركز شربين في محافظة الدقهلية في جمهورية مصر العربية. حسب إحصاءات سنة 2006، بلغ إجمالي السكان في كفر الترعة القديم 9607 نسمة، منهم 4967 رجل و 4640 امرأة. ومن أبنائها نائب مرشد الإخوان المسلمين الأسبق خيرت الشاطر.

## التاريخ
قرية كفر الترعة القديم من القرى القديمة، حيث وردت باسم «ترعة سنان الدولة» في أعمال دمياط ضمن قرى الروك الناصري التي أحصاها ابن الجيعان في كتاب «التحفة السنية بأسماء البلاد المصرية». وفي العصر العثماني وردت باسم «كفر الترعة القديم» في التربيع العثماني الذي أجراه الوالي العثماني سليمان باشا الخادم في عصر السلطان العثماني سليمان القانوني ضمن قرى ولاية الغربية، وفي تاريخ 1228هـ/1813م الذي عدّ قرى مصر بعد المسح الذي قام به محمد علي باشا باسم «كفر الترعة القديم» ضمن قرى مديرية الغربية.

## وصلات خارجية
- تقرير مسقط رأس م.خيرت الشاطر على يوتيوب- قناة مصر 25 - أبريل 2012